# Dämeritzsee
Der Dämeritzsee liegt im Südosten Berlins und befindet sich zur Hälfte auf Berliner Stadtgebiet und zur anderen Hälfte im Land Brandenburg. Die Stadtgrenze verläuft fast genau von Süd-Süd-West nach Nord-Nord-Ost durch das Gewässer. Die Berlin-Rahnsdorfer Ortslage Hessenwinkel (Bezirk Treptow-Köpenick) grenzt nördlich und westlich an den See, während im Osten und Süden die Stadt Erkner (Landkreis Oder-Spree) den See säumt.

## Name
Der Name stammt vom polabischen Wort *Dạbravica und hat die Bedeutung  'Gewässer am Eichenwald' (*dạbrava 'Eichenwald').

## Beschreibung
Der Dämeritzsee ist fast kreisrund mit einem Durchmesser von etwa einem Kilometer. Er ist ein Bestandteil der Bundeswasserstraße Rüdersdorfer Gewässer (RüG) mit der Wasserstraßenklasse III. Zuständig ist das Wasserstraßen- und Schifffahrtsamt Spree-Havel.
Der Dämeritzsee ist ein Knotenpunkt für die örtliche Freizeitschifffahrt, da von hier aus verschiedene Gewässer, wie die Müggelspree, der Müggelsee, der Gosener Kanal und der Seddinsee erreichbar sind. Bei Hessenwinkel fließt das Wasser des alten Spreearms in den See.
Am Nordufer des Sees verläuft der Europaradweg R1.

## Fauna und Flora
Der See dient auch als Angelgewässer, bewirtschaftet von der Köpenicker Fischervereinigung. Folgende Fischarten sind nachgewiesen: Aal, Barsch, Hecht, Zander, Wels, Schlei, Rapfen, Brasse, Rotauge, Rotfeder, Ukelei und Güster. Am Ufer haben sich Enten, Haubentaucher, Libellen und zahlreiche Insekten angesiedelt. Zudem gibt es Feuchtuferbereiche mit Schilfrohr und Erlen.

## Nutzungen (Auswahl)
Direkt am See (Adresse Am Dämeritzsee 2, Erkner) befindet sich ein Badestrand mit Strandbar und Verleihmöglichkeiten für Kajaks und SUP-Boards. Der See ist seit dem Jahr 2017 auch ein Abschnitt des Erkner-Triathlons.
Aufgrund der teilweise bis an das Ufer heranreichenden Bebauung und großer sumpfiger Bereiche gibt es keinen direkten Rundwanderweg um den Dämeritzsee. Unter Einbeziehung großer Naturflächen südlich des Sees wird jedoch ein mehr als dreistündiger Rundwanderweg mit etwa 15 km Länge beschrieben.